# Almaz Ayana
Almaz Ayana Eba (née le 21 novembre 1991 dans la région de Benishangul-Gumuz) est une athlète éthiopienne, spécialiste des courses de fond. Championne du monde du 5 000 mètres en 2015 à Pékin, elle remporte le titre olympique du 10 000 mètres lors des Jeux de 2016, à Rio de Janeiro, en établissant un nouveau record du monde en 29 min 17 s 45, qui tient jusqu'en 2021.

## Biographie
Cinquième du 3 000 m steeple lors des championnats du monde juniors 2010, à Moncton au Canada, Almaz Ayana se distingue cette même année lors du Mémorial Van Damme de Bruxelles en établissant un nouveau record du monde junior du 3 000 m steeple en 9 min 22 s 51, améliorant de près de deux secondes la meilleure marque mondiale junior réalisée par la Kényane Ruth Bosibori en 2007.
Elle délaisse le 3 000 m steeple en 2012 pour se consacrer au 5 000 m. En septembre 2012, à Bruxelles, elle descend pour la première fois de sa carrière sous les 15 minutes en signant le temps de 14 min 57 s 97.
En 2013, elle se classe deuxième du Meeting Areva et porte son record personnel à 14 min 25 s 84. Sélectionnée pour les championnats du monde de Moscou, elle remporte la médaille de bronze du 5 000 m, devancée par sa compatriote Meseret Defar et la Kényane Mercy Cherono.

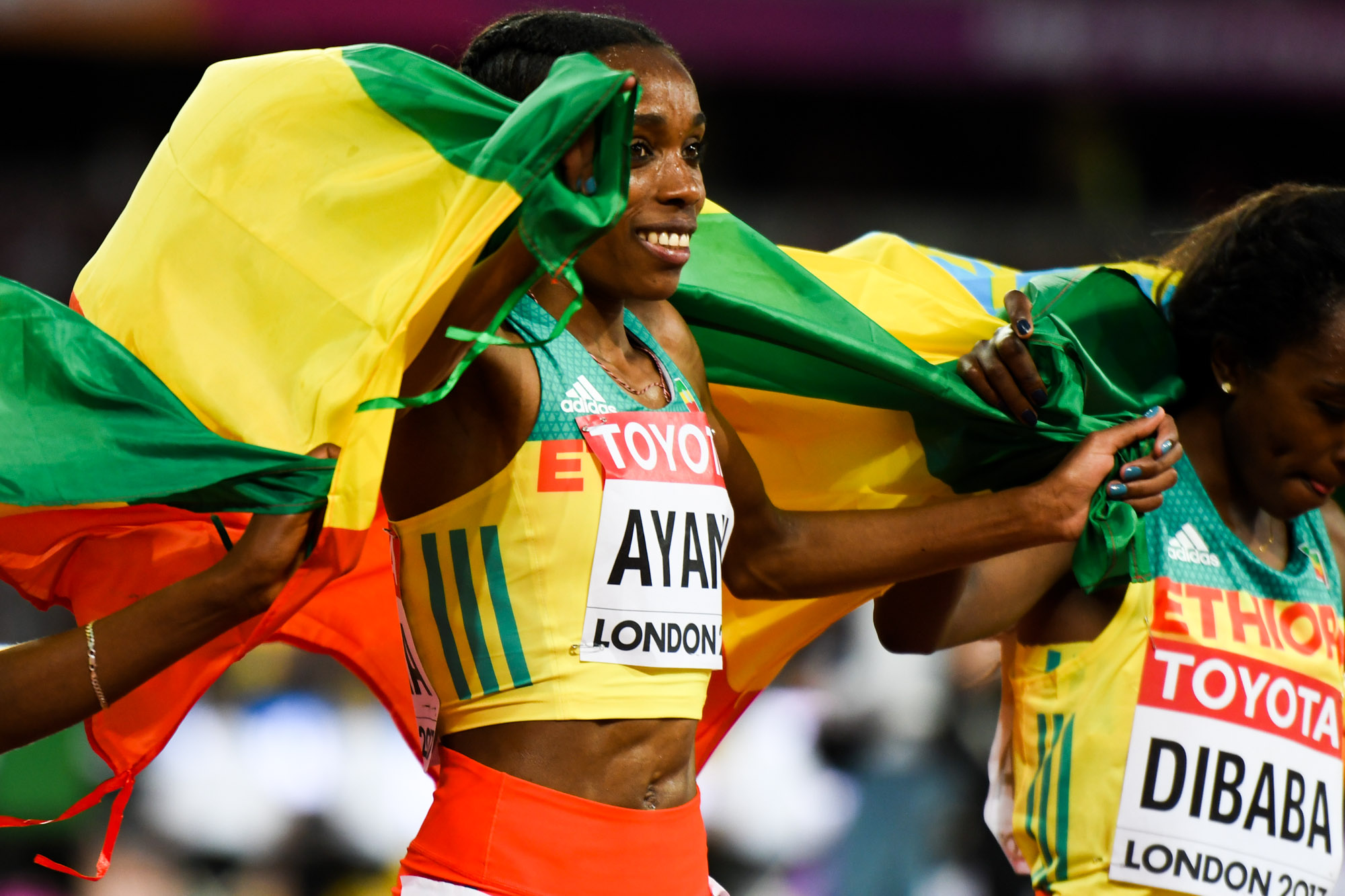
Almaz Ayana célébrant son titre lors des mondiaux de 2017.

Elle remporte son premier titre international majeur en août 2014 à l'occasion des championnats d'Afrique de Marrakech. Elle s'impose sur 5 000 m dans le temps de 15 min 32 s 72 (record des championnats) en dominant notamment sa compatriote Genzebe Dibaba. Quatrième de la Ligue de diamant 2014, elle remporte en fin de saison le 5 000 m de la coupe continentale d'athlétisme à Marrakech.
Le 17 mai 2015, lors du Shanghai Golden Grand Prix, Almaz Ayana établit la troisième meilleure performance de tous les temps sur 5 000 m derrière Tirunesh Dibaba et Meseret Defar en améliorant de près de onze secondes son record personnel en 14 min 14 s 32. Le 30 août 2015, elle remporte les championnats du monde, à Pékin, dans le temps de 14 min 26 s 83 (record de la compétition), devant ses deux compatriotes Senbere Teferi et Genzebe Dibaba.
Le 2 juin 2016, lors du meeting de Rome, elle établit la deuxième meilleure performance de tous les temps sur 5 000 m en parcourant la distance en 14 min 12 s 59, à 1 s 44 seulement du record du monde de sa compatriote Tirunesh Dibaba établi en 2008.
Le 12 août 2016, lors des Jeux olympiques de Rio, elle remporte la médaille d'or et bat le record du monde du 10 000 mètres en 29 min 17 s 45, qui était détenu depuis 1993 par la Chinoise Wang Junxia. Épuisée de cette course, Ayana parvient tout de même à remporter ensuite la médaille de bronze sur le 5 000 m en 14 min 33 s 59.
Diminuée par des périostites tibiales permanents, elle arrive aux championnats du monde de Londres 2017 sans aucune compétition. Elle confirme néanmoins sa domination en devenant championne du monde du 10 000 m, puis en terminant 2e du 5 000 m. 
En 2018, elle est opérée de deux genoux.
En 2022, elle remporte le Marathon d'Amsterdam en battant le record de l'épreuve en 2 h 17 min 19 s.

## Vie privée
Elle se marie en 2011 avec Soresa Fida (né en 1993), médaillé de bronze du 1 500 m lors des Championnats d'Afrique juniors de 2011.

## Palmarès
| Date | Compétition                   | Lieu             | Résultat | Épreuve     | Temps           |
| ---- | ----------------------------- | ---------------- | -------- | ----------- | --------------- |
| 2010 | Championnats du monde juniors | Moncton          | 5e       | 3 000 m st. | 9 min 48 s 08   |
| 2013 | Championnats du monde         | Moscou           | 3e       | 5 000 m     | 14 min 51 s 33  |
| 2014 | Championnats d'Afrique        | Marrakech        | 1re      | 5 000 m     | 15 min 32 s 72  |
| 2014 | Coupe continentale            | Marrakech        | 1re      | 5 000 m     | 15 min 33 s 32  |
| 2015 | Championnats du monde         | Pékin            | 1re      | 5 000 m     | 14 min 26 s 83  |
| 2015 | Ligue de diamant              | Ligue de diamant | 2e       | 3 000 m     | détails         |
| 2016 | Jeux olympiques               | Rio de Janeiro   | 3e       | 5 000 m     | 14 min 33 s 59  |
| 2016 | Jeux olympiques               | Rio de Janeiro   | 1re      | 10 000 m    | 29 min 17 s 45  |
| 2016 | Ligue de diamant              | Ligue de diamant | 1re      | 5 000 m     | détails         |
| 2017 | Championnats du monde         | Londres          | 2e       | 5 000 m     | 14 min 40 s 35  |
| 2017 | Championnats du monde         | Londres          | 1re      | 10 000 m    | 30 min 16 s 33  |
| 2022 | Marathon d'Amsterdam          | Amsterdam        | 1re      | Marathon    | 2 h 17 min 19 s |
| 2023 | Marathon de Valence           | Valence          | 2e       | Marathon    | 2 h 16 min 21 s |

## Records
| Épreuve  | Performance    | Lieu           | Date         |
| -------- | -------------- | -------------- | ------------ |
| 3 000 m  | 8 min 22 s 22  | Rabat          | 14 juin 2015 |
| 5 000 m  | 14 min 12 s 59 | Rome           | 2 juin 2016  |
| 10 000 m | 29 min 17 s 45 | Rio de Janeiro | 12 août 2016 |